# 搗衣 (古琴曲)
搗衣，又名搗衣曲、秋水弄、秋杵弄、秋杵吟、秋院搗衣是一首古琴曲。字面上為一洗衣程序，而相關詩詞藉以描寫征夫在外，婦人獨居之閨怨，本曲亦為此意。現今為梅庵琴派代表曲目之一。

## 收錄琴譜
《風宣玄品》、《楊掄太古遺音》、《樂仙琴譜》、《古音正宗》、《徽言秘旨》、《徽言秘旨訂》、《五知齋琴譜》、《蘭田館琴譜》、《琴香堂琴譜》、《自遠堂琴譜》、《二香琴譜》、《律話》、《悟雪山房琴譜》、《琴學尊聞》、《琴學入門》、《蕉庵琴譜》、《天聞閣琴譜》、《希韶閣琴譜》、《枯木禪琴譜》、《琴學初津》、《詩夢齋琴譜》、《梅庵琴谱》等明清琴譜

## 作者
據傳為唐代潘庭堅所作，然而唐代史料中查無此人。

## 解題
《枯木禪琴譜》：「唐潘庭堅所作，傷閨怨也。曲意悽慘，音節哀怨，始則感秋風而搗衣，對明月而惆悵；既則嗟鴻鱗之信杳，悲征戎之苦寒；終則飛夢魂於塞外，訴離別之情懷。一種孤鸞寡鵠之思，流露冰絃，須用意作之。」

## 演奏版本
- 《梅庵琴谱》：梅庵琴派重要曲目，有徐立孫、劉赤城、吳自英等人的錄音。[7][8][9][10]

## 外部連結
- YouTube上的〈搗衣〉，徐立孫演奏，收錄於《中國音樂大全‧古琴卷》